# الملوحة الحيوية
الملوحة الحيوية، هي دراسة وممارسة استخدام المياه المالحة لري المحاصيل الزراعية. 
العديد من المناطق القاحلة وشبه القاحلة لديها بالفعل مصادر للمياه، ولكن المياه المتاحة عادة ما تكون قليلة الملوحة(0.5-5 جم / لتر ملح) أومالحة (30-50 جم / لتر ملح). قد تكون المياه موجودة في طبقات المياه الجوفية أوكمياه البحر على طول الصحاري الساحلية.مع الممارسات الزراعية التقليدية، تؤدي المياه المالحة إلى تملح التربة، مما يجعلها غير صالحة لتحصيل معظم نباتات المحاصيل.في الواقع، كانت العديد من المناطق القاحلة وشبه القاحلة تعتبر ببساطة غير صالحة للزراعة،ولم تتم محاولة التطوير الزراعي لهذه المناطق بشكل منهجي حتى النصف الثاني من القرن العشرين.
يشمل البحث في الملوحة الحيوية دراسات الآليات الكيميائية الحيوية والفسيولوجية لتحمل الملح في النباتات،والتكاثر والاختيار لتحمل الملح (التحمل)، واكتشاف الفترات في دورة حياة نبات المحصول عندما يكون أقل حساسية للملح، واستخدام مياه الري المالحة لزيادة الصفات المرغوبة (مثل تركيز السكر في الفاكهة) أو للسيطرة على عملية النضوج، دراسة التفاعل بين الملوحة والتربة خصائص، وتطوير أنواع النباتات التي تتحمل الملوحة بشكل طبيعي ( النباتات الملحية ) في المحاصيل الزراعية المفيدة.انظر أيضًا البكتيريا التي تتغذى على الملوحة، والتي تنمو تحت ظروف الملوحة العالية.
عندما يتم تطبيقه بشكل صحيح (الري جيد بما يزيد عن التبخر، والحفاظ على بنية التربة لتصريف ممتاز)، فإن الري بالمياه قليلة الملوحة لا يؤدي إلى زيادة تملح التربة.يعني هذا في بعض الأحيان أنه يتعين على المزارعين إضافة المزيد من المياه بعد عاصفة ممطرة، لنقل الأملاح إلى أسفل منطقة الجذور.

## روابط خارجية

### المنظمات المشاركة في البحث والتطوير الملحي
- CGIAR: المجموعة الاستشارية للبحوث الزراعية الدولية
- إكبا: المركز الدولي للزراعة الملحية
- مختبر الملوحة جورج إي براون جونيور التابع لوزارة الزراعة الأمريكية
- سولت فارم تيكسل
- مؤسسة مياه البحر

### الاستعراضات الشعبية
- جلين، إب ؛ براون، جي. O'Leary ، JW (1998). «ري المحاصيل بمياه البحر» ، مجلة Scientific American ، المجلد. 279 ، لا. 8 ، أغسطس. 1998 ، ص. 56-61.